# Pseudorchestoidea gracilis
Pseudorchestoidea gracilis is een vlokreeftensoort uit de familie van de Talitridae. De wetenschappelijke naam van de soort is voor het eerst geldig gepubliceerd in 1963 door Bousfield & Klawe.